# Honda (Familienname)
Honda (本田, 本多) ist ein japanischer Familienname.

## Namensträger
- Asaji Honda, japanischer Tennisspieler
- Chieko Honda (1963–2013), japanische Synchronsprecherin
- Daisaburo Honda (* 1935), japanischer Kanute
- Eizō Honda, japanischer Jazzmusiker
- Fūchi Honda (* 2001), japanischer Fußballspieler
- Harumi Honda (* 1963), japanischer Bahnradsportler
- Hiroshi Honda (Maler) (1910–1970), US-amerikanischer Maler
- Hiroshi Honda (Handballspieler) (* 1947), japanischer Handballspieler
- Inoshiro Honda, siehe Ishirō Honda
- Ishirō Honda (1911–1993), japanischer Filmregisseur
- Katsuichi Honda (* 1932), japanischer Journalist
- Kazuhiro Honda (* 1972), japanischer Badmintonspieler
- Keisuke Honda (* 1986), japanischer Fußballspieler
- Honda Kōtarō (1870–1954), japanischer Erfinder
- Honda Kumatarō (1874–1948), japanischer Diplomat
- Latica Honda-Rosenberg (* 1971), deutsche Violinistin
- Masaji Honda (1897–1984), japanischer  Botaniker
- Masaya Honda (* 1973), japanischer Fußballspieler
- Midori Honda (* 1964), japanische Fußballspielerin
- Mike Honda (* 1941), US-Kongressabgeordneter
- Minako Honda (1967–2005), japanische Sängerin
- Minoru Honda (1913–1990), japanischer Astronom
- Honda Nagayasu, japanischer Fußballspieler
- Seiji Honda (* 1976), japanischer Fußballtorhüter
- Honda Seiroku (1866–1952), japanischer Dendrologist
- Shingo Honda (* 1987), japanischer Fußballspieler
- Shinnosuke Honda (* 1990), japanischer Fußballspieler
- Shōhei Honda (* 1982), japanischer Skilangläufer
- Honda Shūgo (1908–2001), japanischer Literaturkritiker
- Honda Sōichirō (1906–1991), japanischer Unternehmer
- Honda Tadakatsu (1548–1610), japanischer General
- Tadashi Honda (* 1951), japanischer Schwimmer
- Taira Honda (1932–1975), japanischer Mathematiker
- Takehiro Honda (1945–2006), japanischer Jazzmusiker
- Takeshi Honda (Animator) (* 1968), japanischer Animator
- Takeshi Honda (* 1981), japanischer Eiskunstläufer
- Takeshi Honda (Fußballspieler) (* 1981), japanischer Fußballspieler
- Takuya Honda (* 1985), japanischer Fußballspieler
- Tamaya Honda (* um 1960), japanischer Jazzmusiker
- Tamon Honda (* 1963), japanischer Ringer
- Tomoru Honda (* 2001), japanischer Schwimmer
- Honda Toshiaki (1744–1821), japanischer Gelehrter
- Toshiyuki Honda (* 1957), japanischer Jazzmusiker
- Toru Honda (* 1941), japanischer Leichtathlet
- Yasuto Honda (* 1969), japanischer Fußballspieler
- Yōko Honda (* 1983), japanische Synchronsprecherin
- Yoshiko Honda (* 1970), japanische Marathonläuferin, siehe Yoshiko Yamamoto
- Yoshiko Honda-Mikami (* 1966), japanische Biathletin
- Yuka Honda, japanische Musikerin
- Yūki Honda (* 1991), japanischer Fußballspieler